# Ingolf Cartsburg
Ingolf Cartsburg (* 1962 oder 1963) ist ein deutscher Sportmoderator und ehemaliger Rugbyspieler.
Ingolf Cartsburg war Kapitän der deutschen Jugend-Nationalmannschaft im Rugby und absolvierte zudem bis 1989 zehn Länderspiele für die Herren-Nationalmannschaft. 1990 wurde er beim Fernsehsender Eurosport Co-Kommentator für diese Sportart. Überdies berichtete er für seinen Arbeitgeber in den Sportarten American Football, Basketball, Triathlon und Surfen. Im Jahr 2011 ist Cartsburg als „Chefredakteur (Deutschland)“ Chef der Kommentatoren in der deutschsprachigen Sparte seines Senders.